# Byron (Minnesota)
Byron és una població dels Estats Units a l'estat de Minnesota. Segons el cens del 2000 tenia 3.500 habitants.

## Demografia
Segons el cens del 2000, Byron tenia 3.500 habitants, 1.179 habitatges, i 979 famílies. La densitat de població era de 951,7 habitants per km².
Dels 1.179 habitatges en un 53,5% hi vivien nens de menys de 18 anys, en un 69,6% hi vivien parelles casades, en un 11% dones solteres, i en un 16,9% no eren unitats familiars. En el 13,1% dels habitatges hi vivien persones soles el 3,6% de les quals corresponia a persones de 65 anys o més que vivien soles. El nombre mitjà de persones vivint en cada habitatge era de 2,97 i el nombre mitjà de persones que vivien en cada família era de 3,26.
Per edats la població es repartia de la següent manera: un 34,7% tenia menys de 18 anys, un 8,2% entre 18 i 24, un 34,7% entre 25 i 44, un 17,3% de 45 a 60 i un 5,1% 65 anys o més.
L'edat mediana era de 30 anys. Per cada 100 dones de 18 o més anys hi havia 91 homes.
La renda mediana per habitatge era de 58.879 $ i la renda mediana per família de 63.164 $. Els homes tenien una renda mediana de 38.387 $ mentre que les dones 29.939 $. La renda per capita de la població era de 20.297 $. Entorn del 2,3% de les famílies i el 3,6% de la població estaven per davall del llindar de pobresa.

## Poblacions més properes
El següent diagrama mostra les poblacions més properes.